# Сен-Марсель (Арденны)
Сен-Марсе́ль (фр. Saint-Marcel) — коммуна во Франции, находится в регионе Шампань — Арденны. Департамент — Арденны. Входит в состав кантона Ранве. Округ коммуны — Шарлевиль-Мезьер.
Код INSEE коммуны — 08389.
Коммуна расположена приблизительно в 190 км к северо-востоку от Парижа, в 95 км севернее Шалон-ан-Шампани, в 11 км к западу от Шарлевиль-Мезьера.

## Население
Население коммуны на 2008 год составляло 330 человек.
| 1962 | 1968 | 1975 | 1982 | 1990 | 1999 | 2008 |
| ---- | ---- | ---- | ---- | ---- | ---- | ---- |
| 186  | 194  | 180  | 265  | 309  | 325  | 330  |

## Экономика
В 2007 году среди 247 человек в трудоспособном возрасте (15—64 лет) 162 были экономически активными, 85 — неактивными (показатель активности — 65,6 %, в 1999 году было 69,7 %). Из 162 активных работали 154 человека (84 мужчины и 70 женщин), безработных было 8 (2 мужчин и 6 женщин). Среди 85 неактивных 25 человек были учениками или студентами, 36 — пенсионерами, 24 были неактивными по другим причинам.

## Достопримечательности
- Церковь Сен-Марсель[фр.] (XV век). Исторический памятник с 1911 года.[3]
- Часовня Жиромон[фр.] (нач. XVI века). Исторический памятник с 1972 года.[4]
- Крытый проход «Жиромон». Исторический памятник с 1960 года.[5]

## Фотогалерея

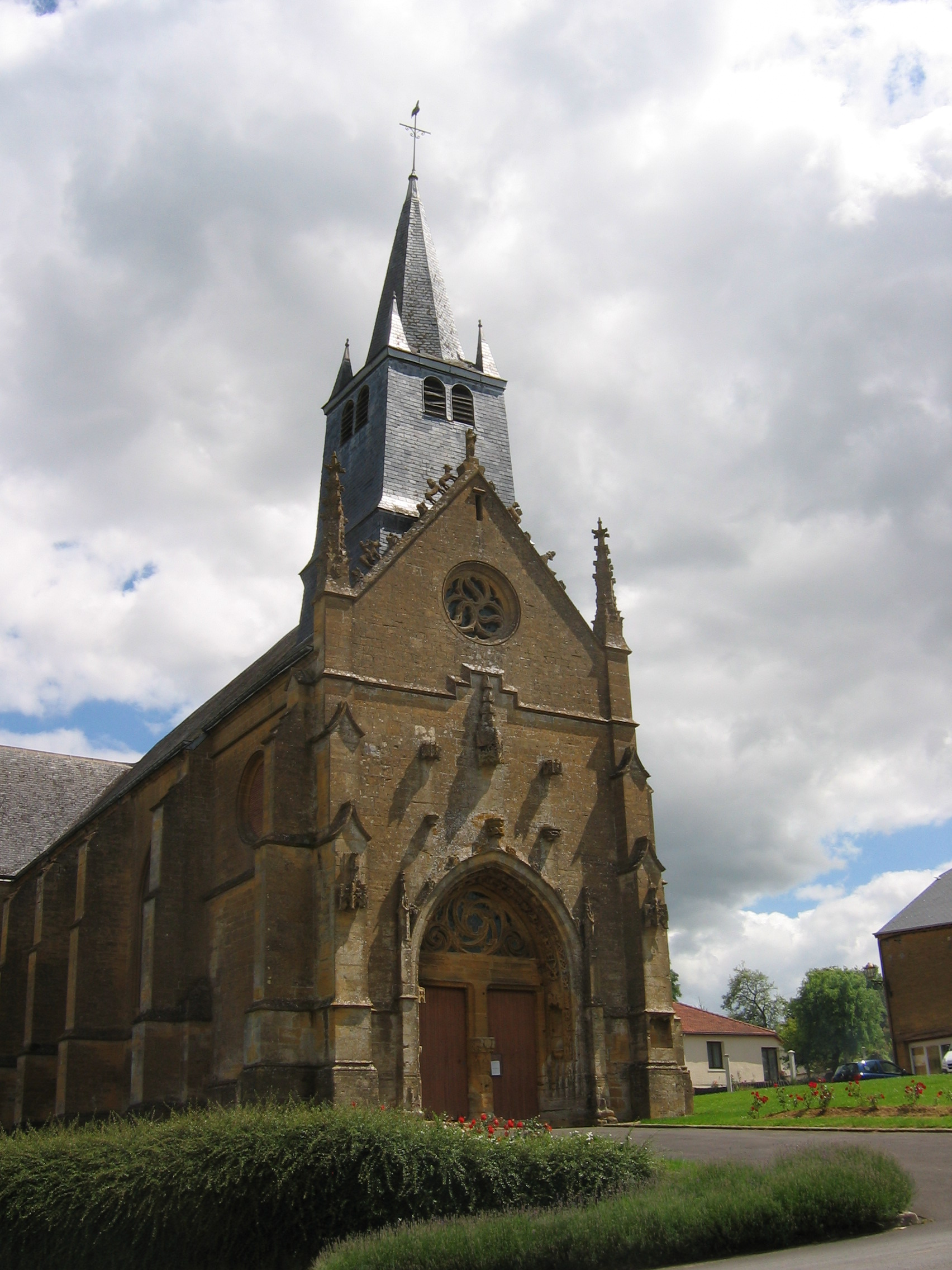
Церковь Сен-Марсель
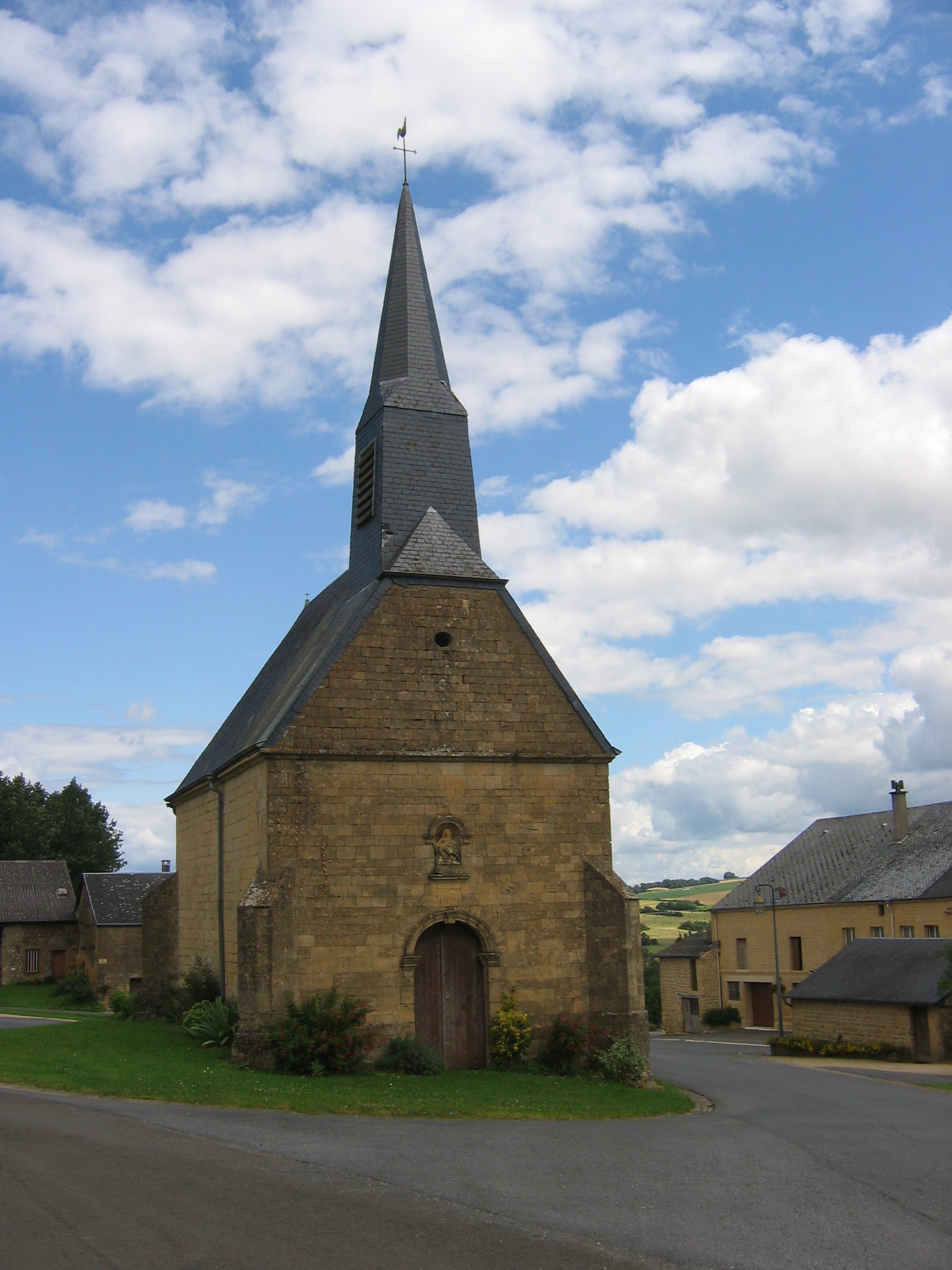
Часовня Жиромон
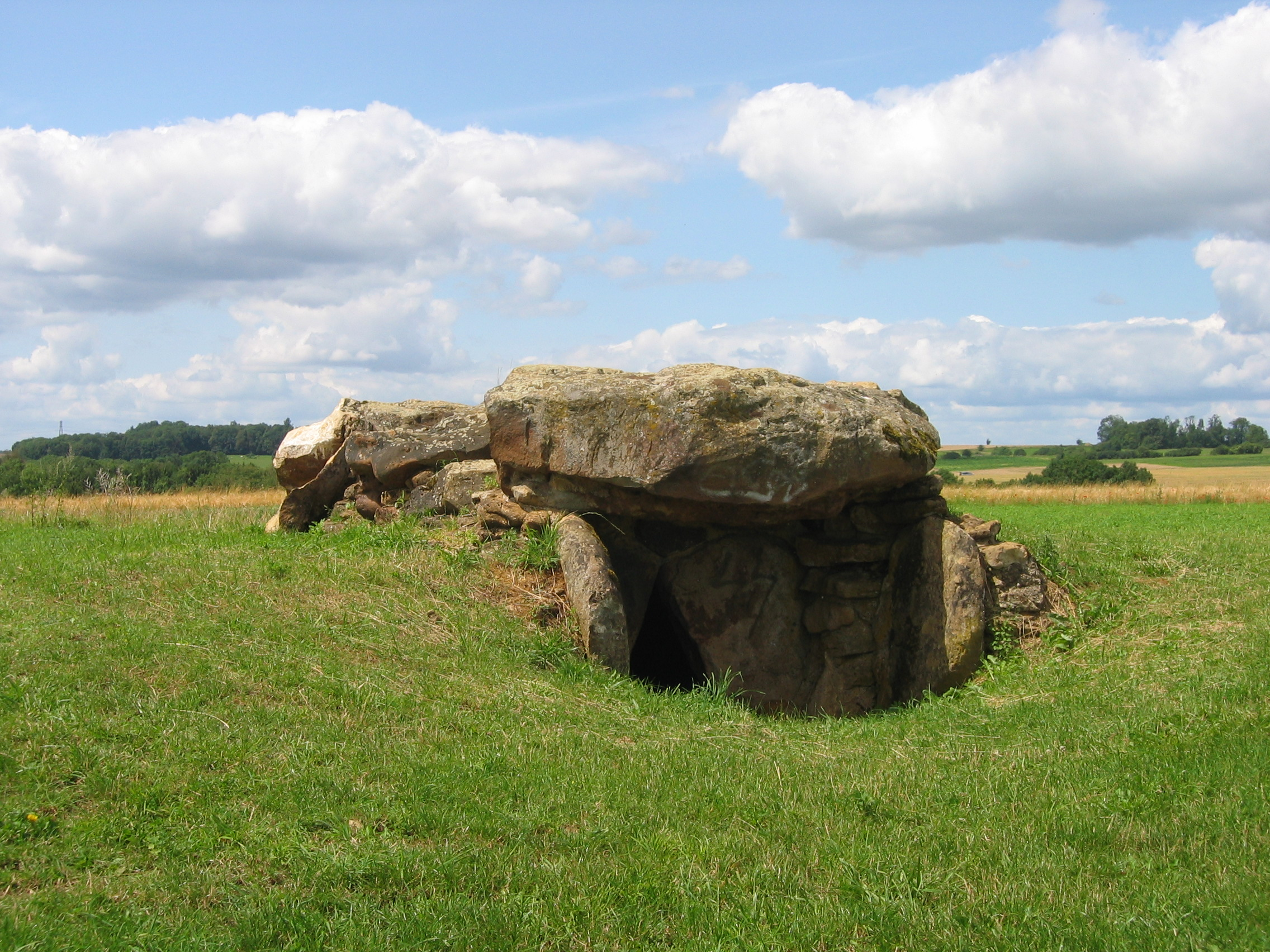
Крытый проход «Жиромон»
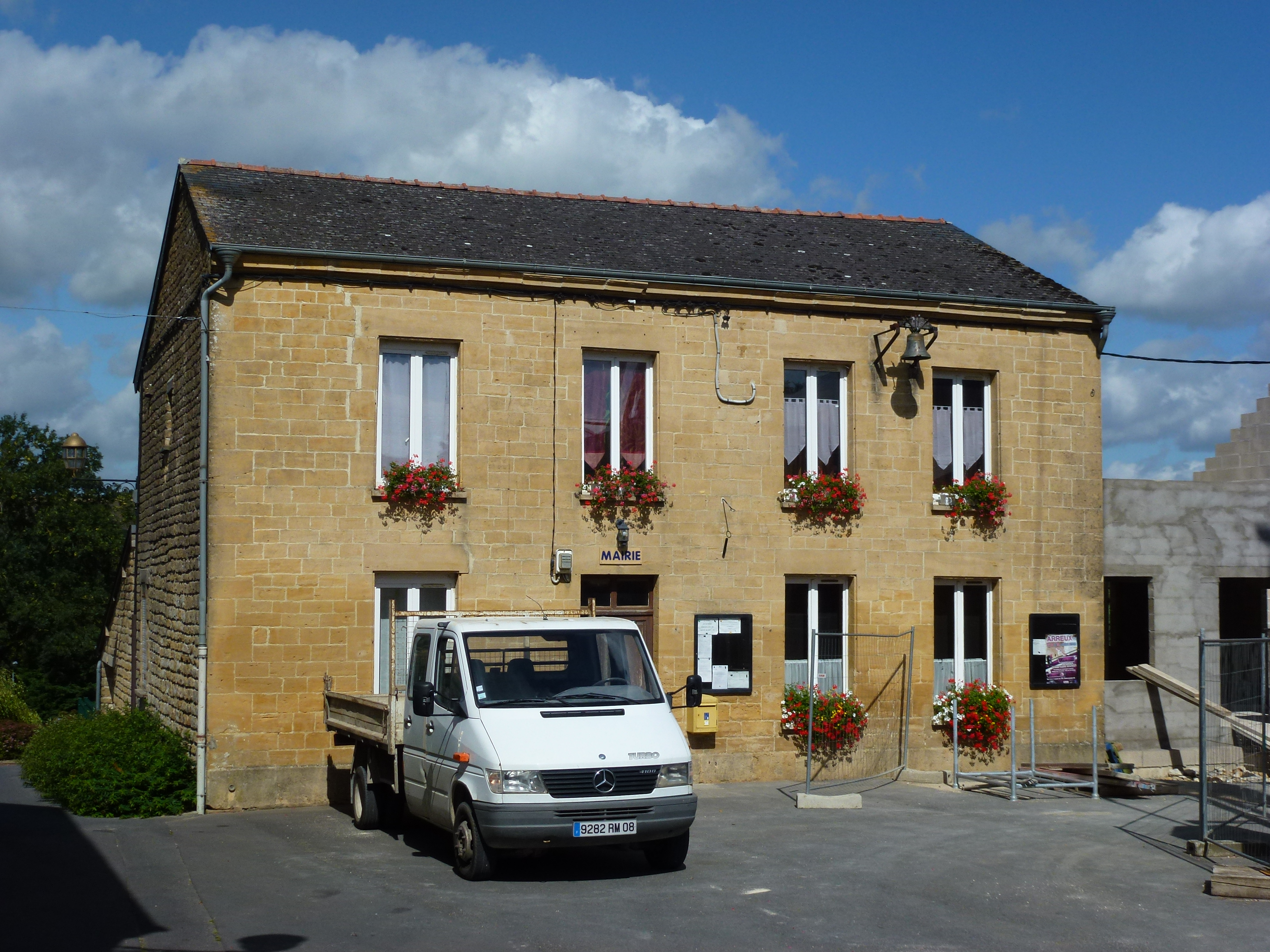
Мэрия